# Мокнін
Мокнін (араб. المكنين) — місто в Тунісі, у регіоні Сахель. Входить до складу вілаєту Монастір. Станом на 2004 рік тут проживало 48 389 осіб.

## Галерея

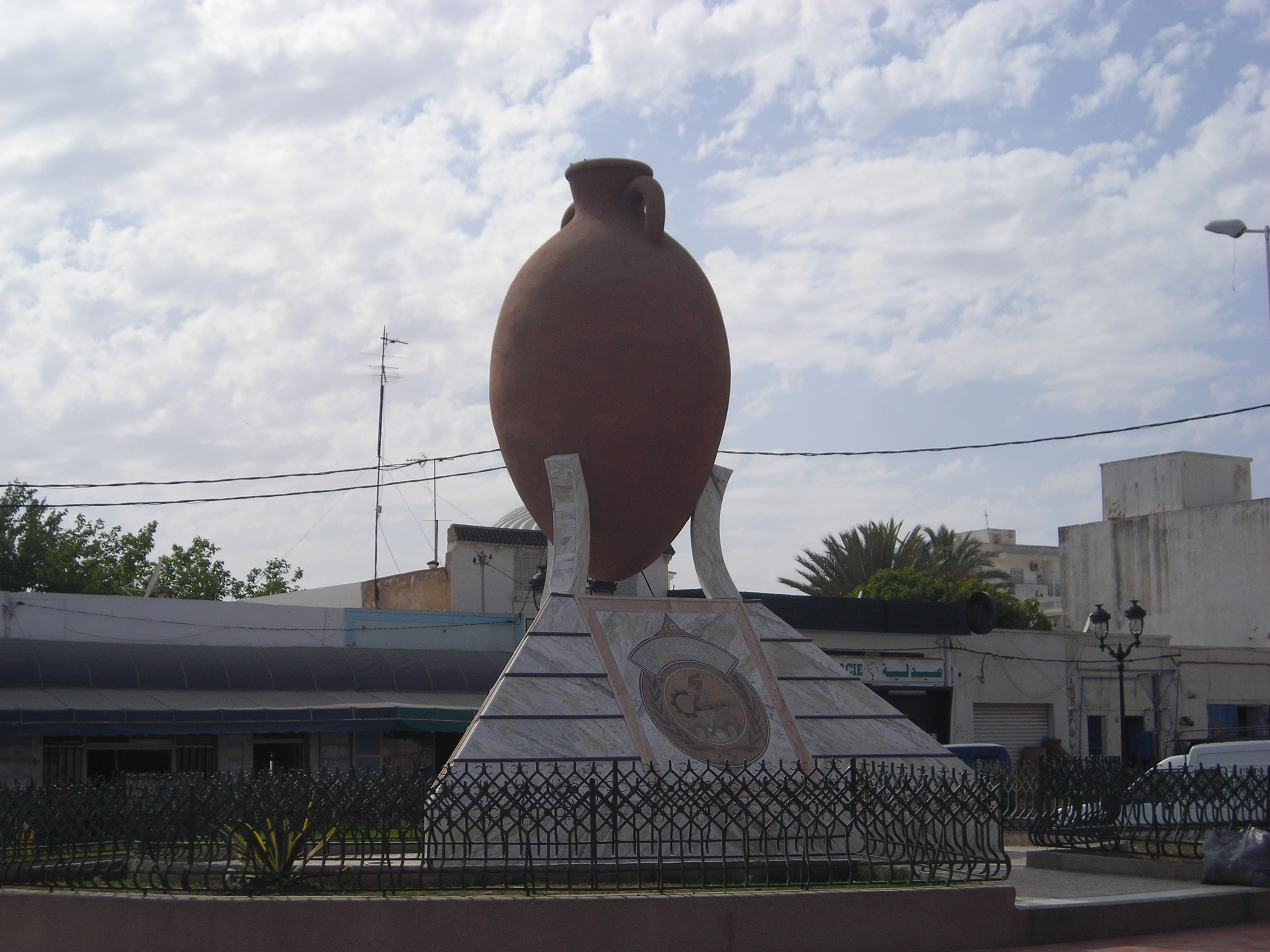
Монумент у місті
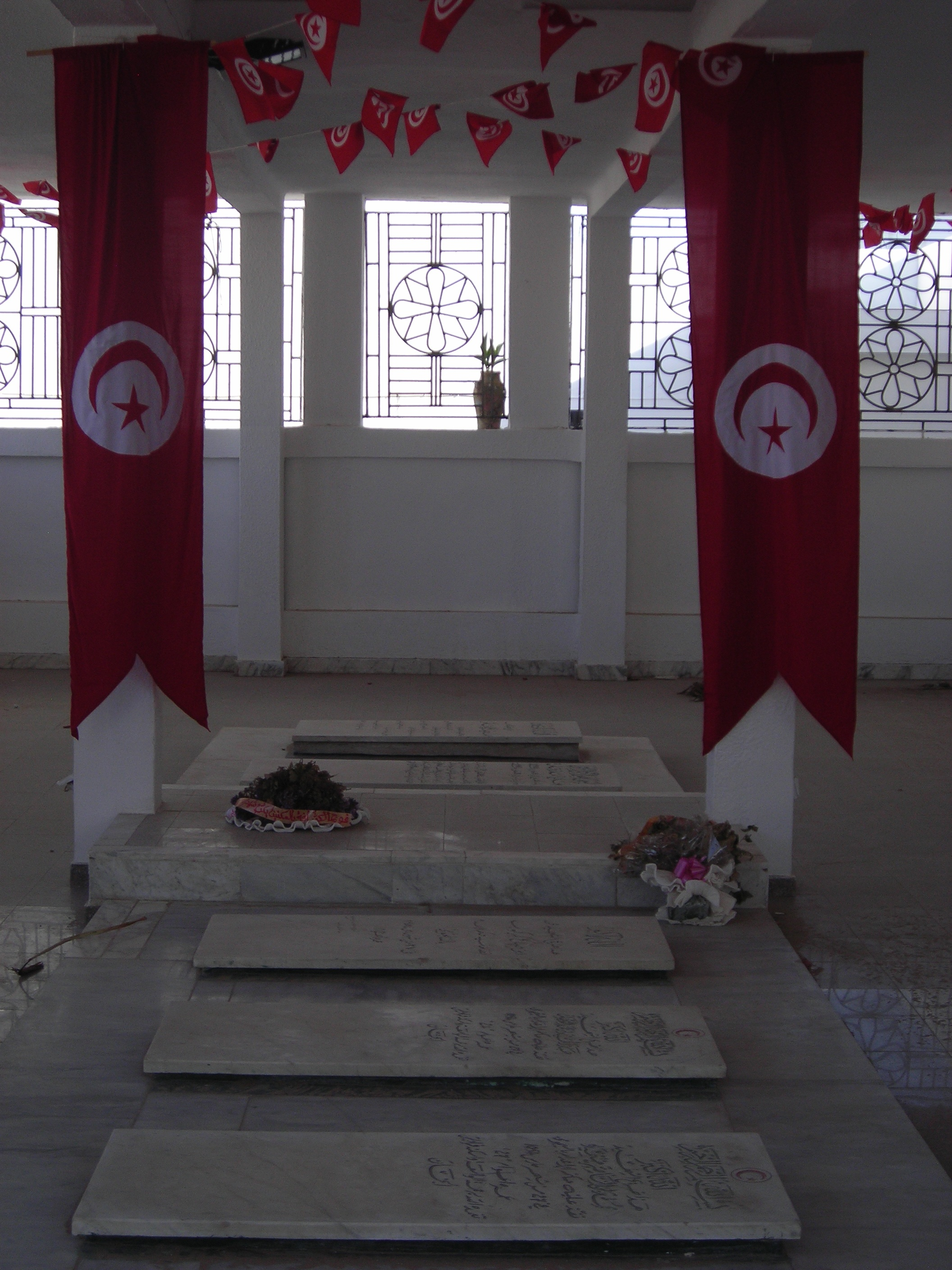
Мавзолей
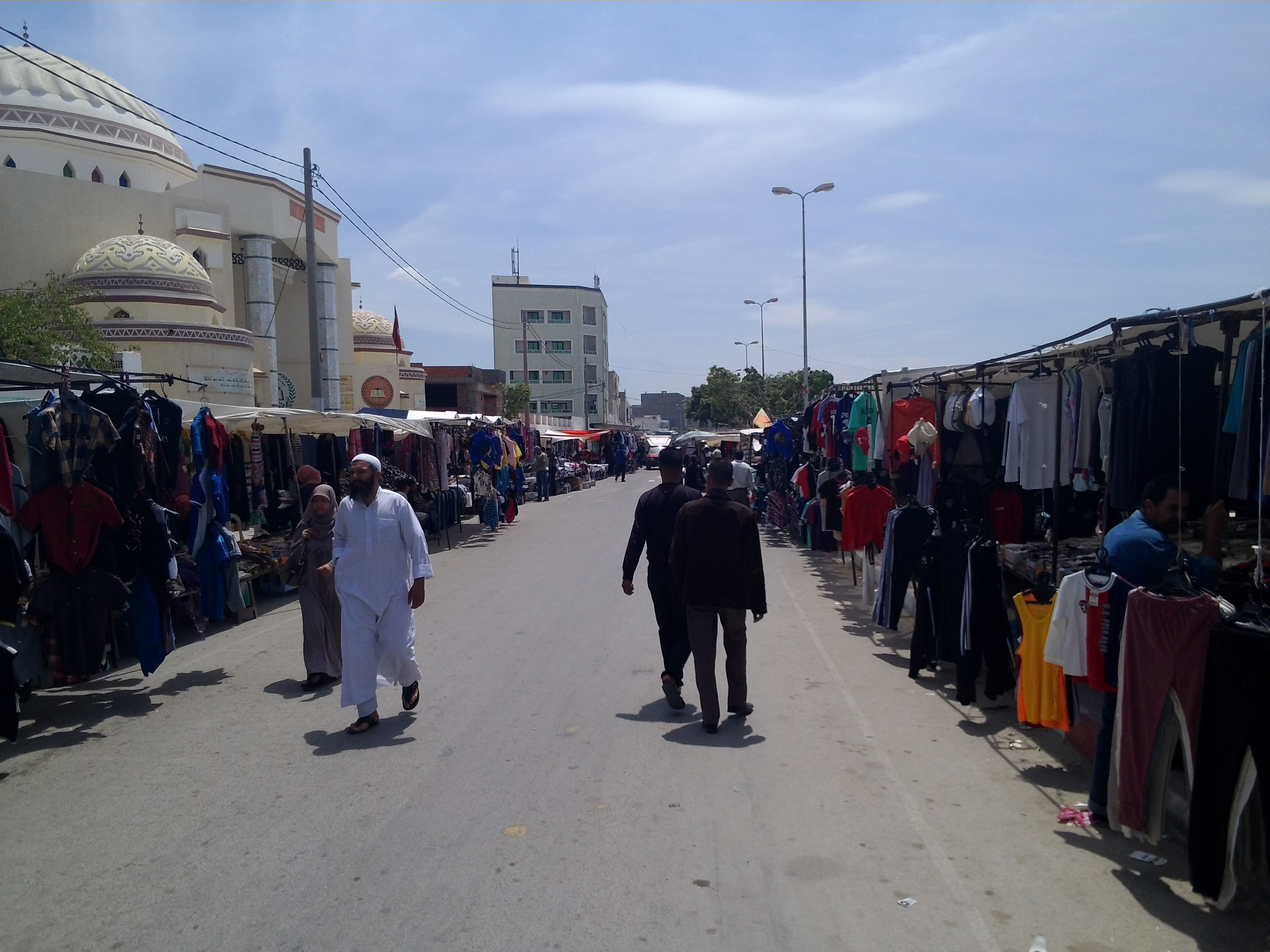
Речовий ринок
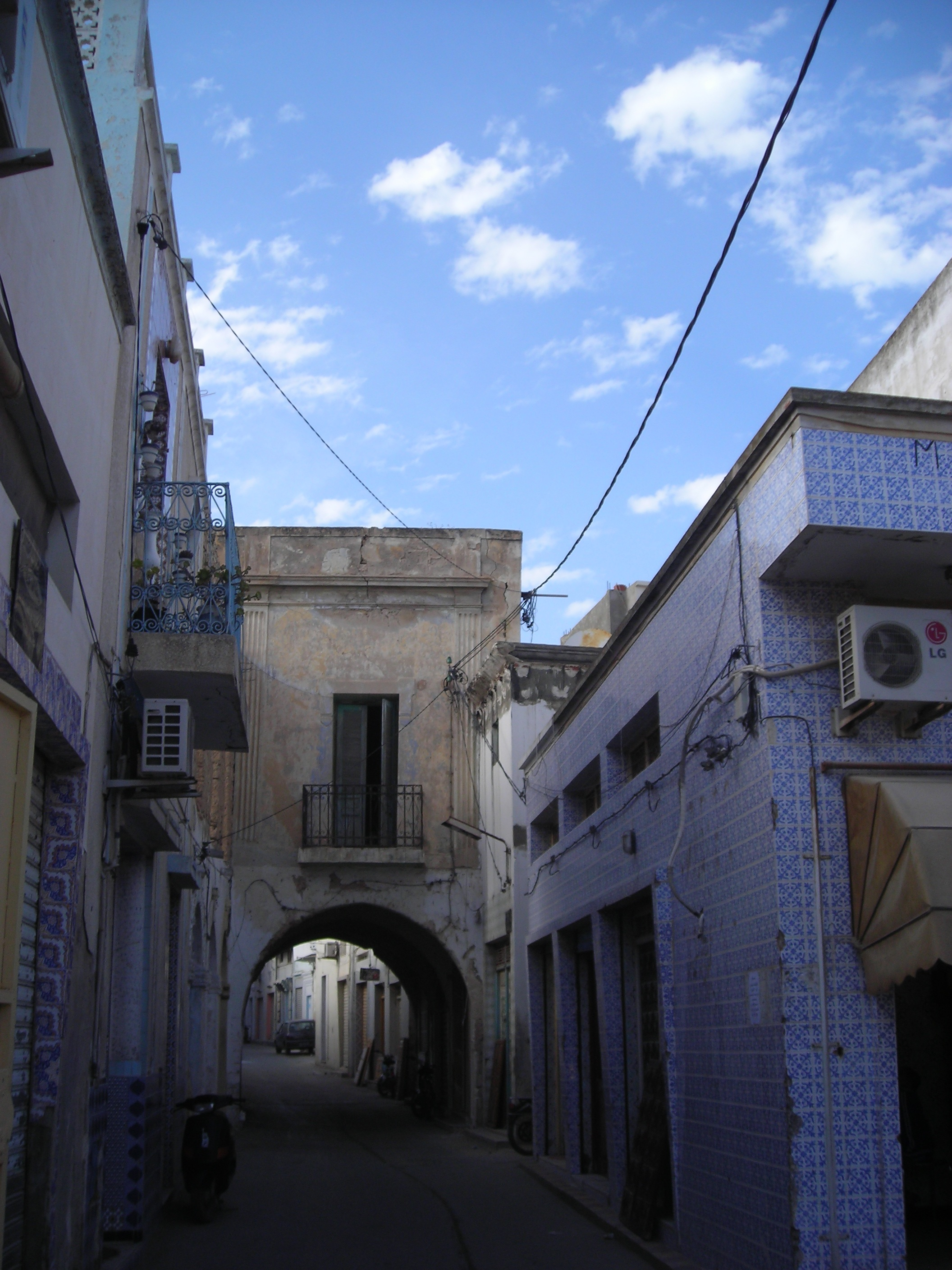
У старому місті
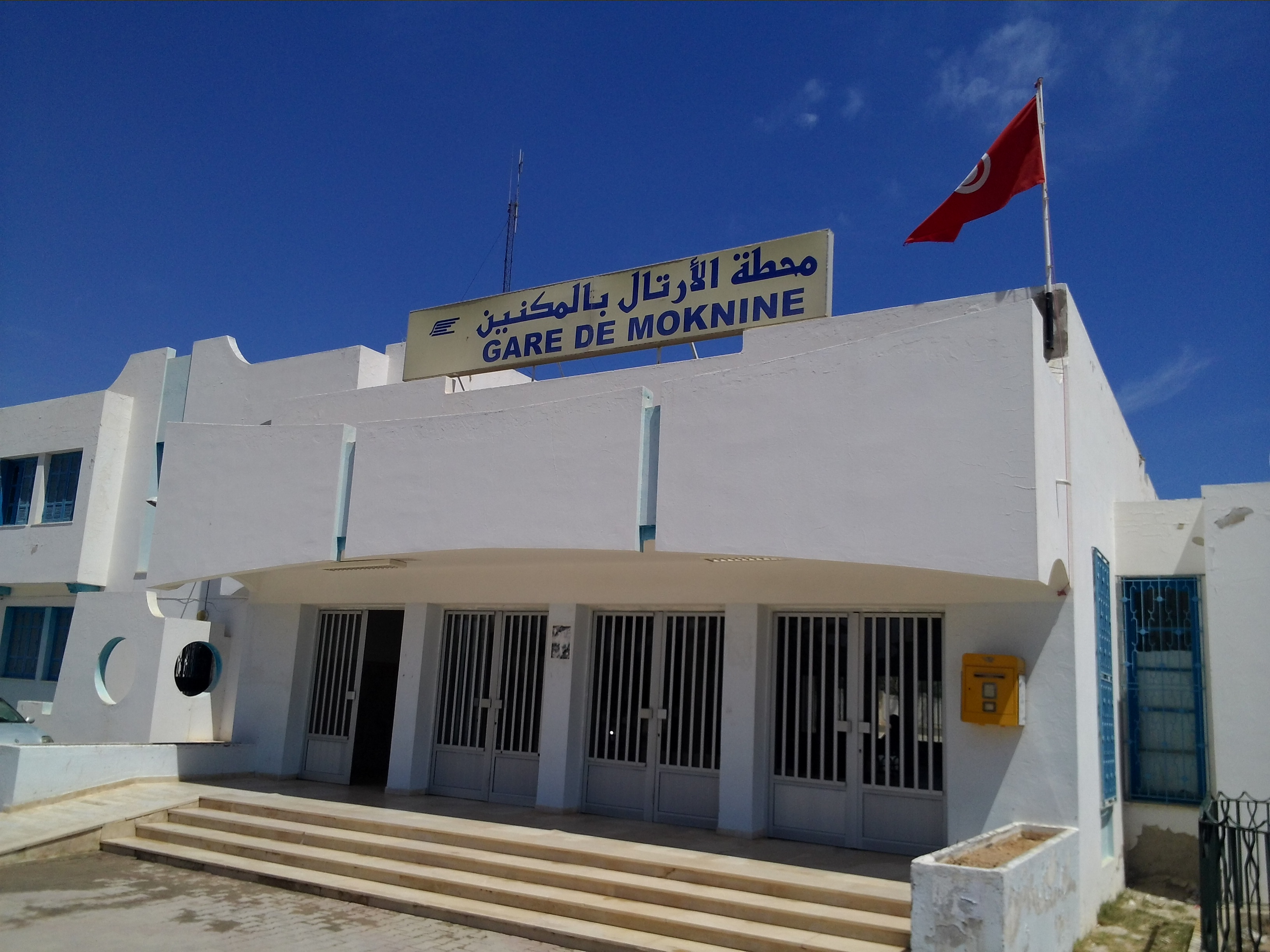
Залізнична станція
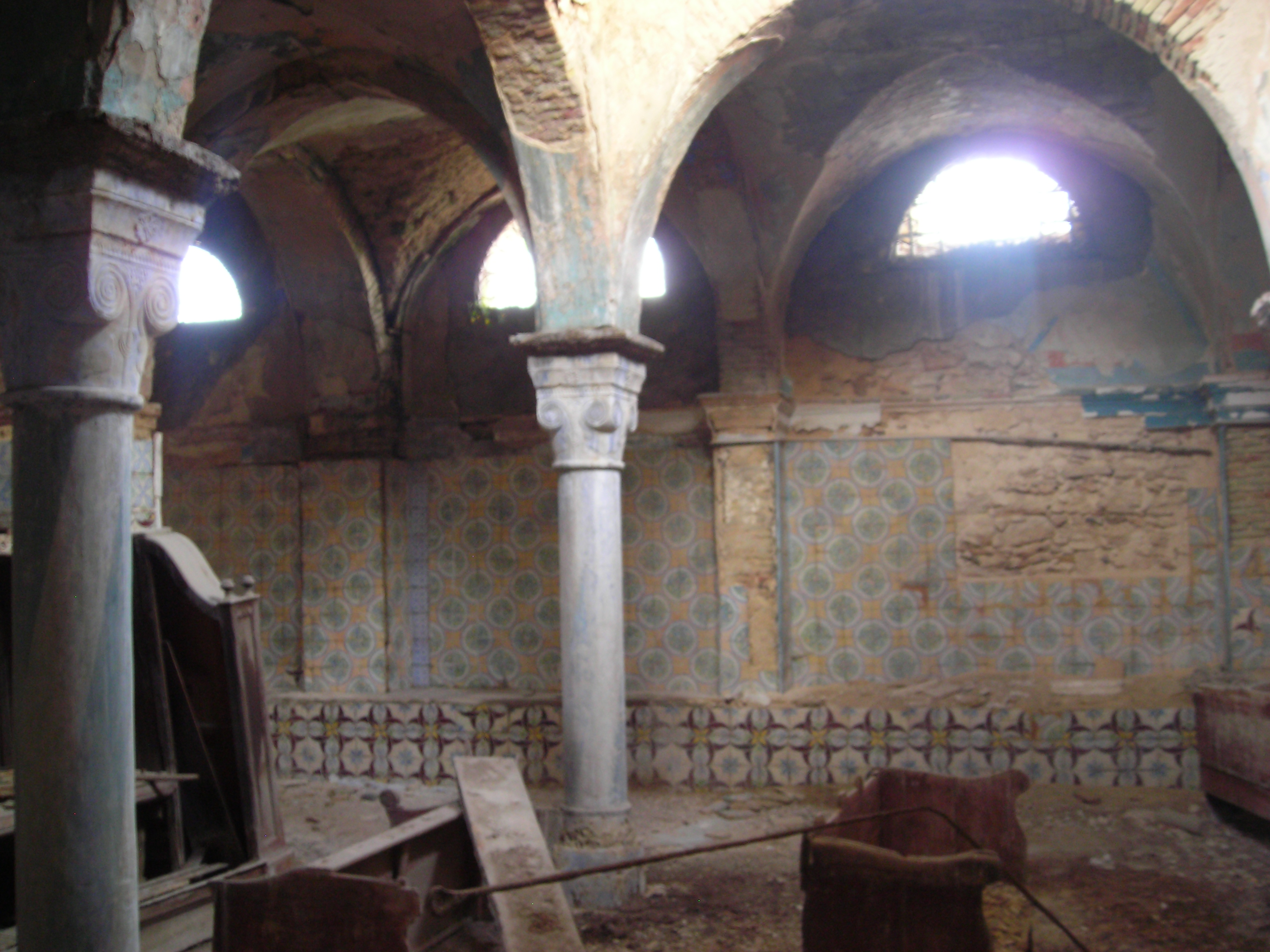
Синагога
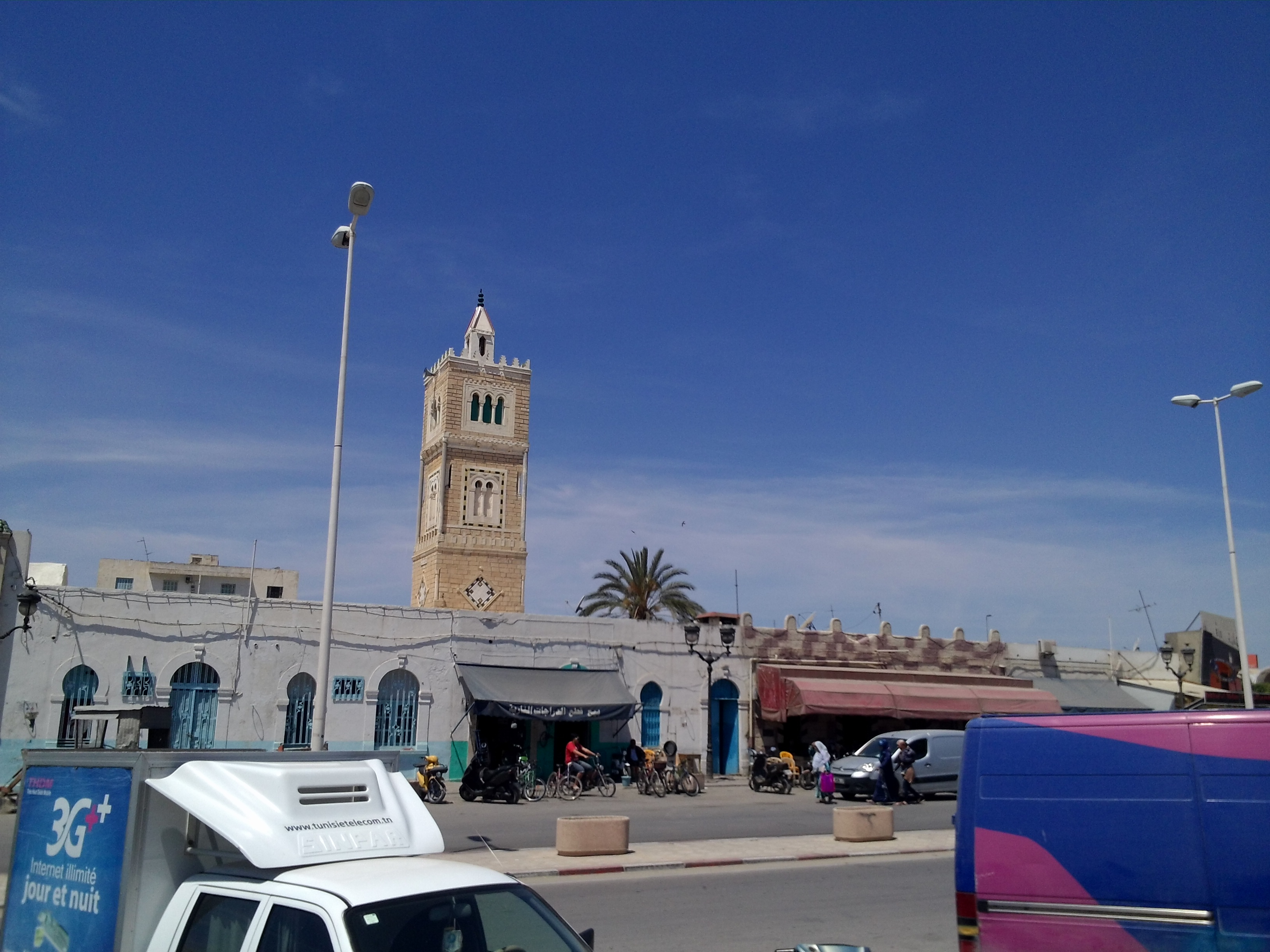
Мечеть в центральній частині міста
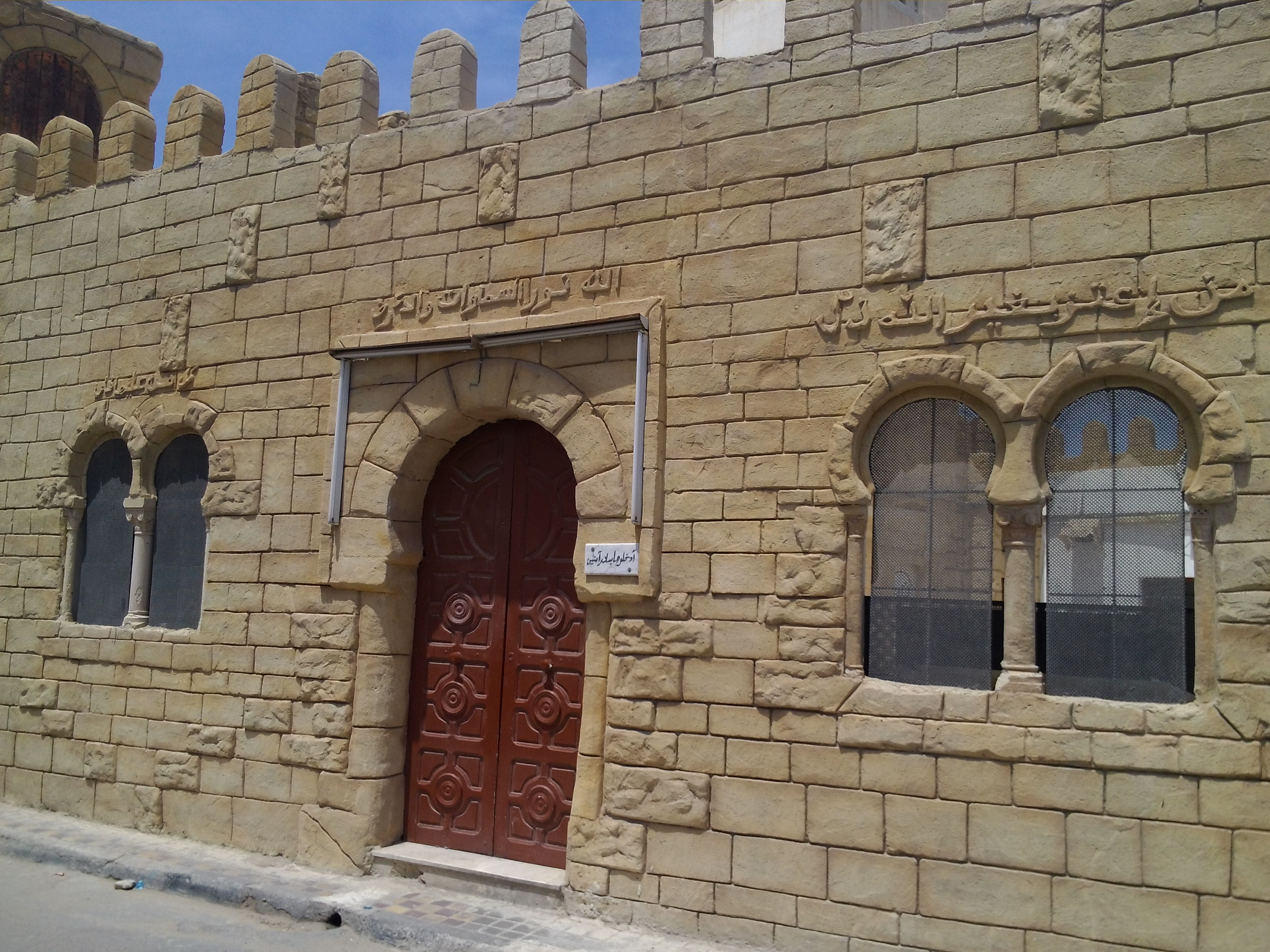
Вхід до мечеті поблизу старого міста
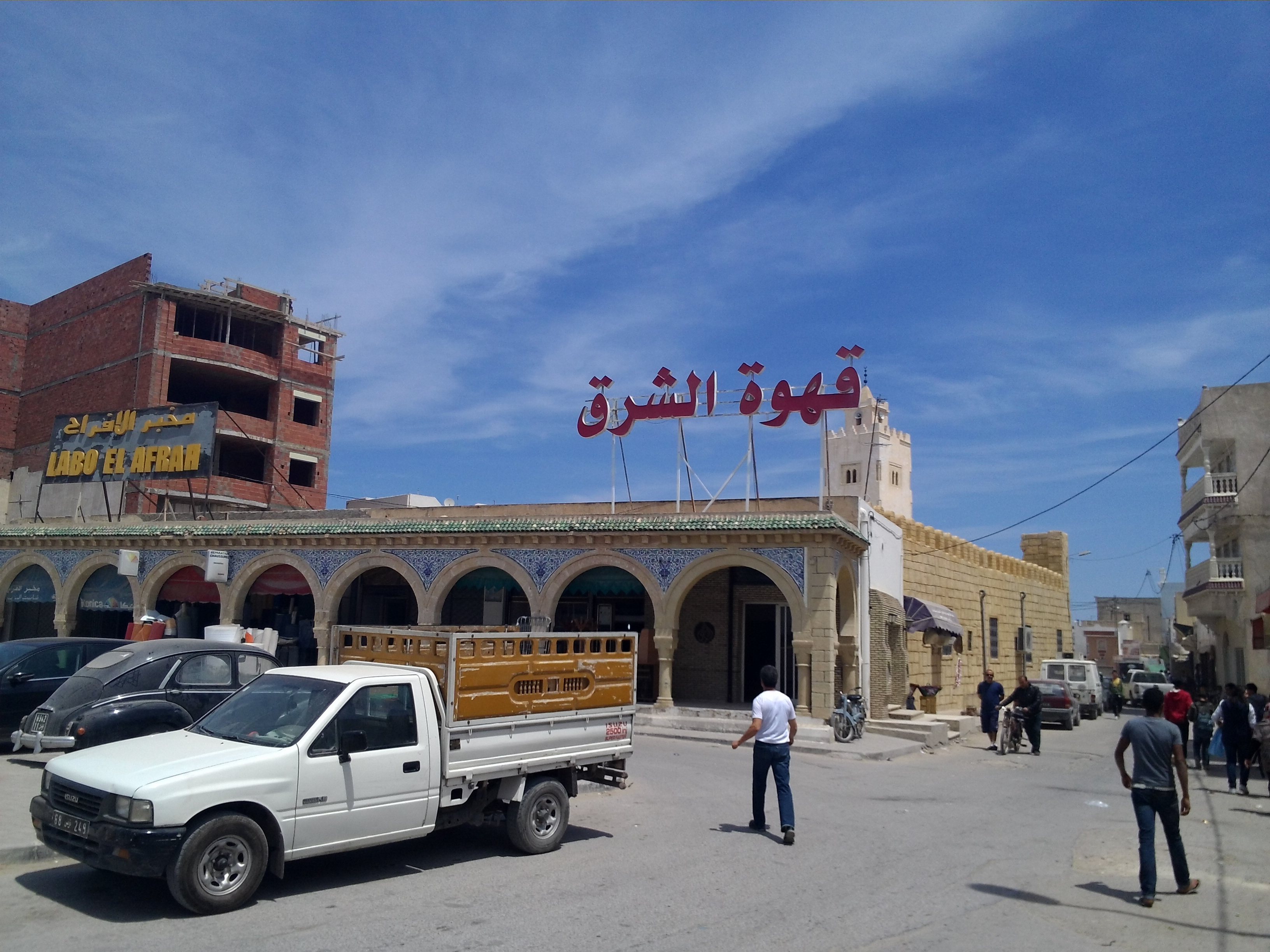
При вході до старого міста
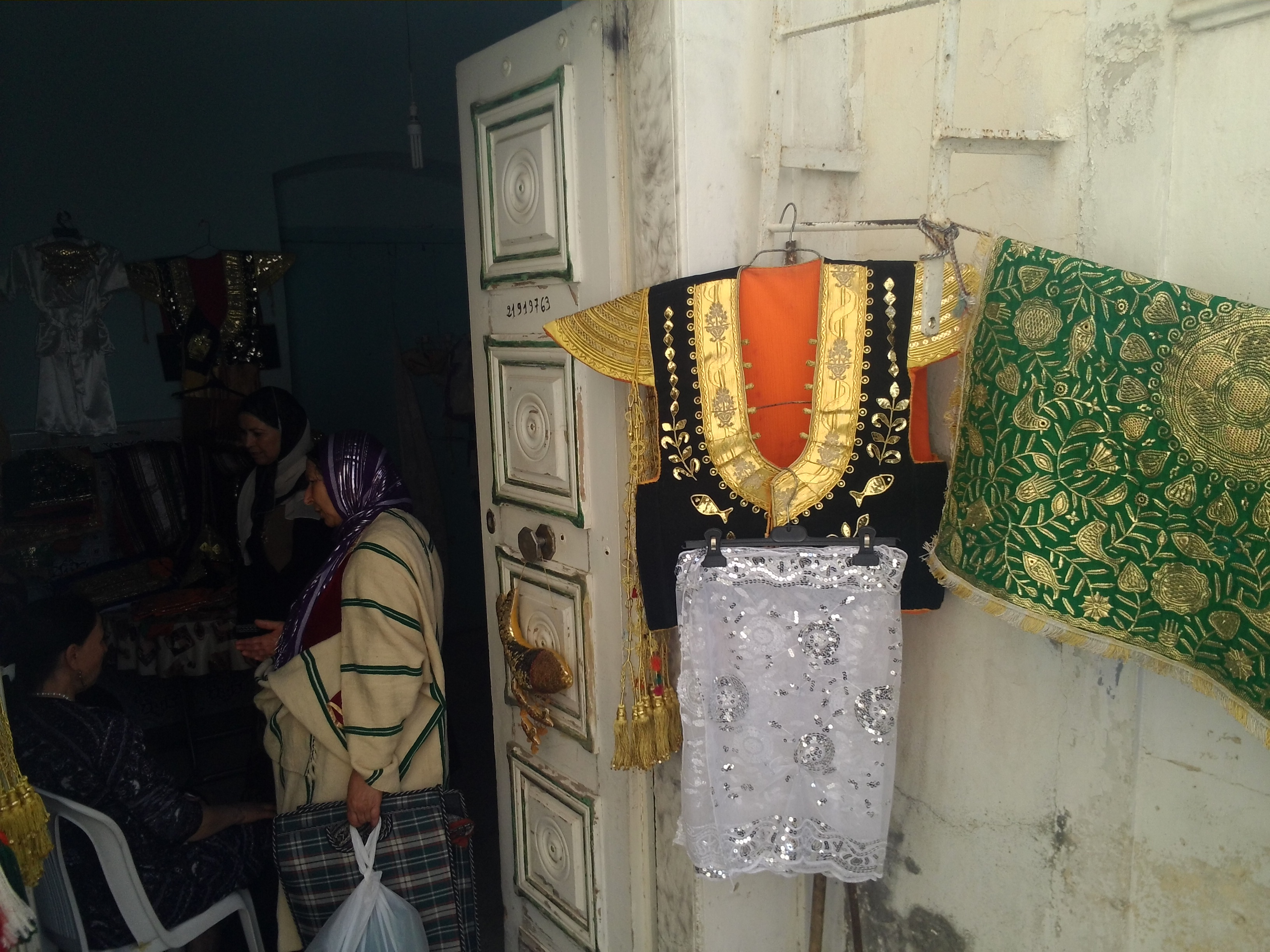
Продаж традиційного одягу у старому місті

| Туніс | Це незавершена стаття з географії Тунісу. Ви можете допомогти проєкту, виправивши або дописавши її. |